# Sunninghill and Ascot
Sunninghill and Ascot est une paroisse civile du Berkshire, en Angleterre.